# Victor Newland

Victor Newland als Soldat der South Australian Mounted Rifles, um 1899

Victor Marra Newland OBE MC DCM (geboren am 18. August 1876 in der Marra Station bei Wilcannia, New South Wales, Australien; gestorben am 12. Januar 1953 in Adelaide, South Australia, Australien) war ein australischer Unternehmer in Britisch-Ostafrika, britischer Offizier im Zweiten Burenkrieg und im Ersten Weltkrieg und Politiker in Britisch-Ostafrika und im australischen Bundesstaat South Australia. Er war Ausrüster zahlreicher Safaris, darunter die Smithsonian-Roosevelt African Expedition von 1909 bis 1910.

## Leben
Victor Newland war der Sohn von Simpson Newland, einem in England geborenen australischen Pionier und Schriftsteller. 1864 siedelte Newland sich an der Marra Station an, etwa 50 Meilen von Wilcannia, New South Wales entfernt. Sein ältester Sohn Sir Henry Simpson Newland Kt CBE DSO (1873–1969) war Arzt und diente im Ersten Weltkrieg und wurde 1928 als Knight Bachelor in den Adelsstand erhoben. Der Zweitgeborene Phil Newland (1875–1916) war ein bekannter Spieler im Australian Rules Football, Cricket und Lacrosse. Nach seiner Sportlerkarriere arbeitete er als Anwalt und starb früh eines natürlichen Todes. Victor Newland wurde 1876 als dritter Sohn in der Marra Station bei Wilcannia am Darling River geboren. Wenige Monate später kaufte sein Vater ein Haus bei Adelaide, bewirtschaftete aber seine drei Stationen weiter von dort aus. Victor wurde in der Familie in Anspielung auf seinen Geburtsort stets Marra gerufen und führte den Mittelnamen schließlich auch offiziell. Ein jüngerer Bruder, Clive (1878–1919) wurde Arzt und starb auf dem Weg zu einem Notfall bei einem Unfall mit seinem Motorrad.
Victor besuchte zunächst die Queen’s School in North Adelaide und später die Collegiate School of St. Peter in Adelaide. Nach dem Schulabschluss verpflichtete er sich für das erste Kontingent der South Australian Mounted Rifles und kämpfte im Zweiten Burenkrieg. Dabei wurde er im Februar 1902 Zeuge der Erschießung des australischen Kriegsverbrechers Breaker Morant, der den Auftrag für die Ermordung mehrerer burischer Kriegsgefangener erteilt hatte. Für seine Leistungen wurde Newland mit der Distinguished Conduct Medal und der Queen’s South Africa Medal mit fünf Spangen ausgezeichnet sowie im Militärbericht erwähnt.
Nach dem Krieg zogen viele britische Veteranen, unter ihnen Newland und zwei Freunde aus Adelaide, Henry und Leslie Tarlton, als Glücksritter durch Britisch-Ostafrika und Deutsch-Ostafrika. Manche kauften sich Land oder erhielten einen der Plätze in Soldatensiedlungen in Britisch-Ostafrika, andere arbeiteten als Führer wohlhabender Touristen aus Europa und den Vereinigten Staaten. Newland und die Tarltons kamen 1903 in Nairobi an, das zu dieser Zeit nur eine Ansammlung von Blechschuppen war. Dort wurde Newland vorübergehend im Immobiliengeschäft tätig.
1904 konnten die drei ein Startkapital von 200 Pfund aufbringen, mit dem sie Newland, Tarlton & Co. gründeten. Das zunächst im Grundstücks- und Viehhandel tätige Unternehmen war 1905 der erste Safari-Ausrüster in Afrika und hatte mit der Organisation von Großwildjagden für europäische und US-amerikanische Jagdtouristen rasch großen Erfolg. Newland war bei „N & T“ für die Finanzen zuständig und überließ die Organisation Leslie Tarlton. Er wurde Vorsitzender des Stadtrats von Nairobi, Präsident der Handelskammer und Mitglied des Legislative Council of British East Africa.
Zum Beginn des Ersten Weltkriegs war Newland zum Urlaub in Australien. Er kehrte nach Ostafrika zurück und kämpfte mit den King’s African Rifles in Deutsch-Ostafrika. Newland wurde zum Major befördert, zwei weitere Male im Militärbericht erwähnt, erhielt das Military Cross und wurde zum Officer of the Order of the British Empire ernannt.
1919 verließ er Newland, Tarlton & Co. und kehrte nach Adelaide zurück. Dort gründete er das Unternehmen V. M. Newland & Hunter und ging 1923 als Makler an die Börse. Von 1933 bis 1938 vertrat er den Wahlkreis Adelaide als Abgeordneter der Liberal and Country League im House of Assembly des Bundesstaates South Australia.

## Auszeichnungen
- Officer of the Order of the British Empire
- Military Cross
- Distinguished Conduct Medal
- Queen’s South Africa Medal
- Mentioned in Despatches (drei Mal)